# Wald- und Kleingewässerlandschaft südlich von Teterow
Wald- und Kleingewässerlandschaft südlich von Teterow este o arie protejată (arie specială de conservare — SAC, sit de importanță comunitară — SCI) din Germania întinsă pe o suprafață de 3.359 ha, integral pe uscat.

## Localizare
Centrul sitului Wald- und Kleingewässerlandschaft südlich von Teterow este situat la coordonatele 53°43′20″N 12°34′34″E / 53.7222°N 12.5761°E.

## Înființare
Situl Wald- und Kleingewässerlandschaft südlich von Teterow a fost declarat sit de importanță comunitară în decembrie 1999 pentru a proteja 1 specie de plante și 7 specii de animale. Situl a fost protejat și ca arie specială de conservare în august 2016.

## Biodiversitate
Situată în ecoregiunea continentală, aria protejată conține 7 habitate naturale: Ape puternic oligomezotrofe cu vegetație bentonică cu Chara spp., Lacuri eutrofice naturale cu vegetație de tip Magnopotamion sau Hydrocharition, Lacuri și iazuri distrofice naturale, Cursuri de apă de la nivel de câmpie la nivel montan, cu vegetație Ranunculion fluitantis și Callitricho-Batrachion, Pajiști uscate seminaturale și facies de acoperire cu tufișuri pe substraturi calcaroase (Festuco-Brometalia) (* situri importante pentru orhidee), Păduri de fag Asperulo-Fagetum, Mlaștini împădurite.
La baza desemnării sitului se află mai multe specii protejate:
- plante (1): mușchi (Dicranum viride)
- amfibieni (2): buhai de baltă cu burta roșie (Bombina bombina), triton cu creastă (Triturus cristatus)
- mamifere (1): vidră de râu (Lutra lutra)
- nevertebrate (4): libelule (Leucorrhinia pectoralis), Osmoderma eremita, Vertigo angustior, Vertigo moulinsiana